# Gestatie
Gestatie is het dragen van een embryo of foetus in een vrouwelijk vivipaar dier. Zoogdieren kunnen tijdens de zwangerschap één of meer gestaties tegelijk hebben (meervoudige gestaties).
Het tijdsinterval van een gestatie is de draagtijd. Het zwangerschapsstadium bij de mens wordt vaak uitgedrukt in de postmenstruele leeftijd, dit is ongeveer de embryonale of foetale leeftijd plus twee weken. Het is de tijd sinds de vrouw de laatste menstruatie begon, alhoewel er discussie is over de definitie hiervan.

## Zoogdieren
Bij zoogdieren begint de zwangerschap wanneer een bevruchte eicel (zygote) zich innestelt in de baarmoeder van de vrouw en eindigt bij de geboorte.
Hieronder staat de gemiddelde draagtijd van verschillende zoogdieren op volgorde van korte naar lange draagtijd.
| Dier               | Gemiddelde gestatieperiode in dagen |
| ------------------ | ----------------------------------- |
| Zuidelijke opossum | 12 - 13                             |
| Goudhamster        | 15 - 17                             |
| Huismuis           | 18 - 20                             |
| Konijn             | 33                                  |
| Vos                | 51 - 63                             |
| Kat                | 62                                  |
| Hond               | 65                                  |
| Neusbeer           | 76-78                               |
| Luipaard           | 94                                  |
| Leeuw              | 108                                 |
| Varken             | 115                                 |
| Bever              | 122                                 |
| Schaap             | 145                                 |
| Baviaan            | 187                                 |
| Eland              | 245                                 |
| Mens               | 259 – 294                           |
| Rund               | 283                                 |
| Paard              | 336                                 |
| Tapir              | 380-400                             |
| Giraffe            | 420-450                             |
| Potvis             | 480–590                             |
| Neushoorn          | 487                                 |
| Indische olifant   | 609 – 769                           |

### Mensen
Zwangerschap bij de mens kan worden verdeeld in drie trimesters van elk drie maanden lang. Het eerste trimester is van de laatste menstruatie tot en met de 13e week, het tweede trimester is van de 14de tot en met de 27e week, en het derde trimester is vanaf de 28e week tot en met 42 weken.
Bij mensen vindt de geboorte meestal plaats na een zwangerschapsduur van ongeveer 40 weken, maar een zwangerschapsduur tussen 38 tot 42 weken wordt als normaal gezien.

## Niet-zoogdieren
Een vivipaar of levendbarend dier is een dier waarbij de juvenielen direct uit het moederorganisme ter wereld komen. Dit in tegenstelling tot ovipare dieren, waarbij het moederorganisme eieren legt.

### Ovovivipariteit
Een minder ontwikkelde vorm van viviparie is ovovivipariteit. Van ovovivipare voortplanting (eierlevendbarendheid) is sprake als bij een dier de eieren in het lichaam van de moeder worden bevrucht en uitgebroed. Deze vorm van voortplanting vindt men onder meer bij diverse soorten haaien, reptielen, geleedpotigen, slakken en tweekleppigen.
Ovovivipare dieren ontwikkelen een embryo in het ei. De eieren blijven in het lichaam van het moederorganisme totdat de eieren bijna uitkomen. Het is vergelijkbaar met vivipariteit, met het verschil dat ovovivipare soorten gevoed worden door de eierdooier, in plaats van direct door het lichaam van het moederorganisme. Niettemin zorgt het ovovivipaar moederorganisme in sommige gevallen wél voor de gaswisseling, zoals bij vissen, haaien, reptielen en ongewervelden. De juvenielen van ovovivipare amfibieën worden soms geboren als larven en ondergaan een metamorfose buiten het lichaam van de moeder.

### Placentale vivipariteit
De meer ontwikkelde vorm van viviparie wordt placentale viviparie genoemd. Zoogdieren zijn hier het beste voorbeeld van, maar deze vorm van vivipariteit heeft zich ook ontwikkeld bij schorpioenen, sommige haaien en fluweelwormen. Vivipare nakomelingen leven zelfstandig en hebben vanaf de geboorte een externe voedselbron nodig om te kunnen overleven. Bepaalde hagedissen, zoals de genera Tiliqua en Corucia, maken ook gebruik van deze methode. Bij deze hagedissen is de placenta direct aan de moeder verbonden; dit wordt vivipare matrotropie genoemd.

### Syngnathidae
De familie van de Syngnathidae (waaronder onder andere zeepaardjes en zeenaalden vallen) heeft een uniek kenmerk ontwikkeld waarbij de vrouwtjes eitjes leggen in een broedzakje dat op op de borst van het mannetje zit, waarna het mannetje de eieren bevrucht en bebroedt. De bevruchting vindt dus in het mannetje plaats. Syngnathidae is zover bekend de enige familie in het dierenrijk waarbij de term mannelijke zwangerschap is toegepast.